# غليانية
الغليانية في الولايات المتحدة مجموعة موسيقية أو جوقة، كان أفرداها ذكورًا وأصبحت فيما بعد مختلطة أو أنثوية أيضًا، والتي تتخصص تقليديًا في غناء الأغاني القصيرة من قبل ثلاثيات أو رباعيات. كانت تحظى بشعبية كبيرة في معظم المدارس وأصبح تقليدًا في المدارس الثانوية الأمريكية في أواخر القرن التاسع عشر.
سُميت الغليانية باسم شكل من أشكال الأغاني الإنجليزية يسمى غلية والتي كانوا يغنونها عادةً. عقد أول نادي غليانية اجتماعه الأول في Newcastle Coffee House في لندن عام 1787. كانت الغليانية تحظى بشعبية كبيرة في بريطانيا منذ ذلك الحين وحتى منتصف خمسينيات القرن التاسع عشر، ولكن بحلول ذلك الوقت كانت تحل محلها بشكل تدريجي مجتمعات جوقية أكبر.